# Harry Mordaunt
Cet article possède un paronyme, voir Henry Mordaunt.
Harry Mordaunt (29 mars 1663 - 4 janvier 1720) est un général et homme politique anglais qui siège à la Chambre des communes entre 1692 et 1720.

## Biographie
Il est né à Parsons Green, Fulham, fils cadet de John Mordaunt (1er vicomte Mordaunt) et de son épouse Elizabeth Carey. Elle est la fille et l'unique héritière de Thomas Carey, deuxième fils de Robert Carey (1er comte de Monmouth). Il fait ses études au Middle Temple à partir de 1674 et à la Westminster School à partir de 1676. Il s'inscrit à la Christ Church d'Oxford le 17 décembre 1680, à l'âge de 17 ans, et obtient un baccalauréat en 1684. Il épouse d'abord Margaret Spencer, fille naturelle de Thomas Spencer (3e baronnet) (en). Il épouse ensuite Penelope, fille de William Tipping de West Court à Ewelme, dans le Oxfordshire, et de son épouse, Elizabeth Collet. Elle est la nièce de Thomas Tipping (1er baronnet).
Il est enseigne en 1689 et capitaine du 1er Dragoon Guards en 1693. En avril 1694, il est nommé colonel d'un régiment d'infanterie connu sous son nom, qui est converti en régiment de marine le 13 juillet 1698 et dissous le 20 mai 1699. Il est commandant en chef à Guernesey en 1697 et 1702, conservateur de la forêt de Dean de 1698 à 1712 et trésorier d'Ordnance à divers moments de 1699 à sa mort. Il a levé un autre régiment de soldats de marine le 10 mars 1702, qui fut converti en infanterie en mai 1703 et dissous en juillet 1713. Il devint brigadier général en 1704, major général en 1706 et lieutenant-général en 1709.
Il est élu député de Brackley en 1692 et occupe ce siège jusqu'en 1698. Il est réélu de 1701 à 1702. Il est réélu à une élection partielle en 1705 et aux élections générales de 1708 en tant que député de Richmond, dans le Yorkshire. Il se représente aux élections de 1710, 1713 et 1715.
Mordaunt est décédé le 4 janvier 1720 Par sa première femme, il a des enfants, dont:
- Le général John Mordaunt, mieux connu pour avoir dirigé le Raid sur Rochefort en 1757
- Thomas Mordaunt (décédé en 1721)
- Elizabeth Lucy Mordaunt (décédée en 1765), épouse le 14 mars 1724 Wilfrid Lawson (3e baronnet).

Par sa deuxième épouse, il a une fille :
- Penelope, mariée à Monoux Cope (7e baronnet) de Bramshill House dans le Hampshire